# Haus zum Ritter (Heidelberg)

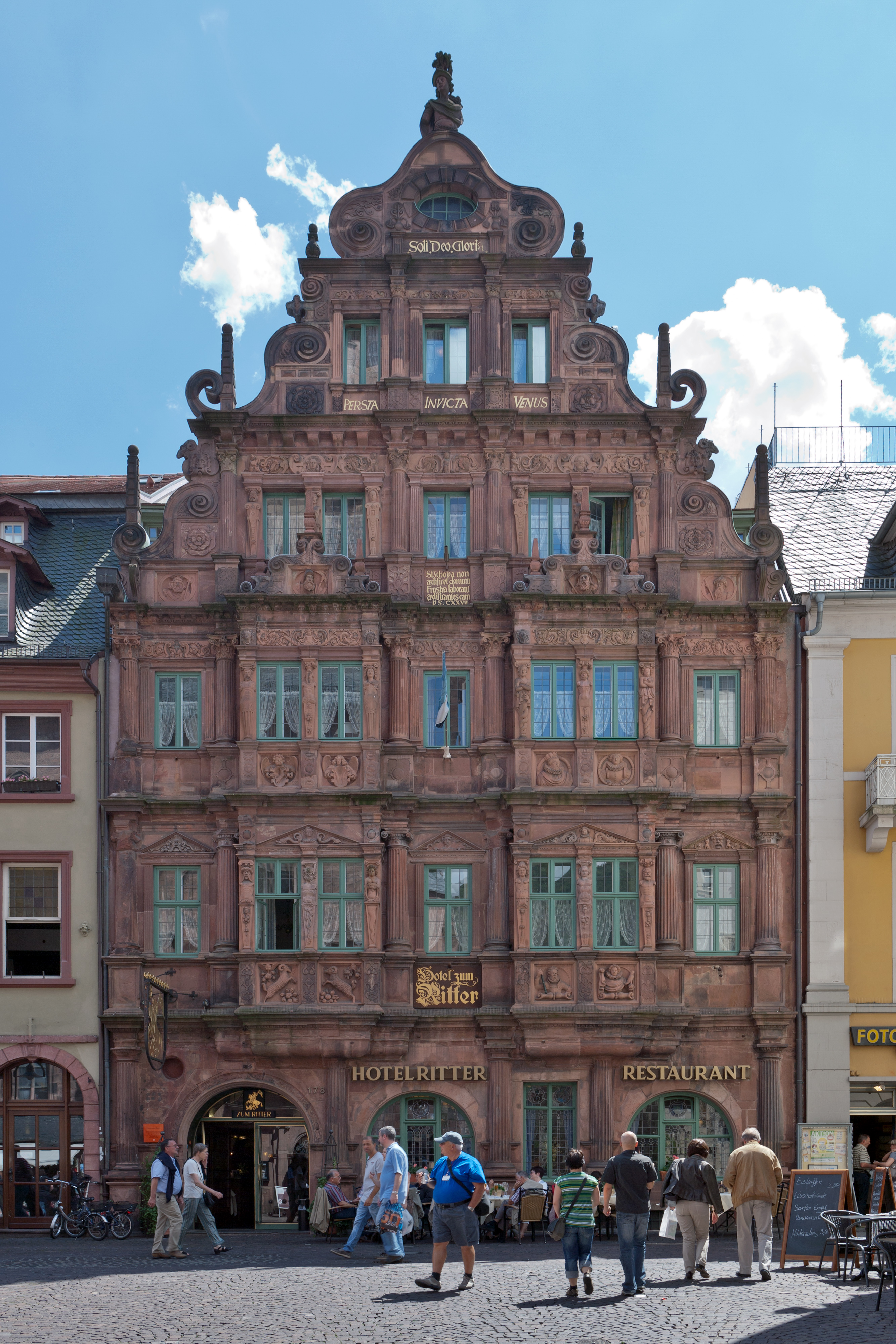
Haus zum Ritter (2011)

Das Haus zum Ritter ist das älteste erhaltene Wohnhaus der Heidelberger Altstadt.

## Geschichte
Das Haus zum Ritter wurde 1592 vom Tuchhändler Carolus (Charles) Belier (1553–1622) erbaut, der wegen seines protestantischen Glaubens aus dem habsburgischen Valenciennes geflohen war und sich in der Kurpfalz niedergelassen hatte. Der Renaissance-Bau, der heute unter Denkmalschutz steht, befindet sich mitten in der Heidelberger Altstadt, direkt gegenüber der Heiliggeistkirche. Es ist das einzige Bürgerhaus, das den großen Stadtbrand von 1693 während des Pfälzischen Erbfolgekrieges überstand. Seine heutige Funktion als Hotel hat es erst in der jüngeren Vergangenheit erhalten, allerdings diente es schon vor 300 Jahren als Gasthaus.
Der lateinische Schriftzug unter dem Giebel besagt: Persta invicta Venus (Übersetzung: „Bleibe stets unbesiegt, Schönheit“).

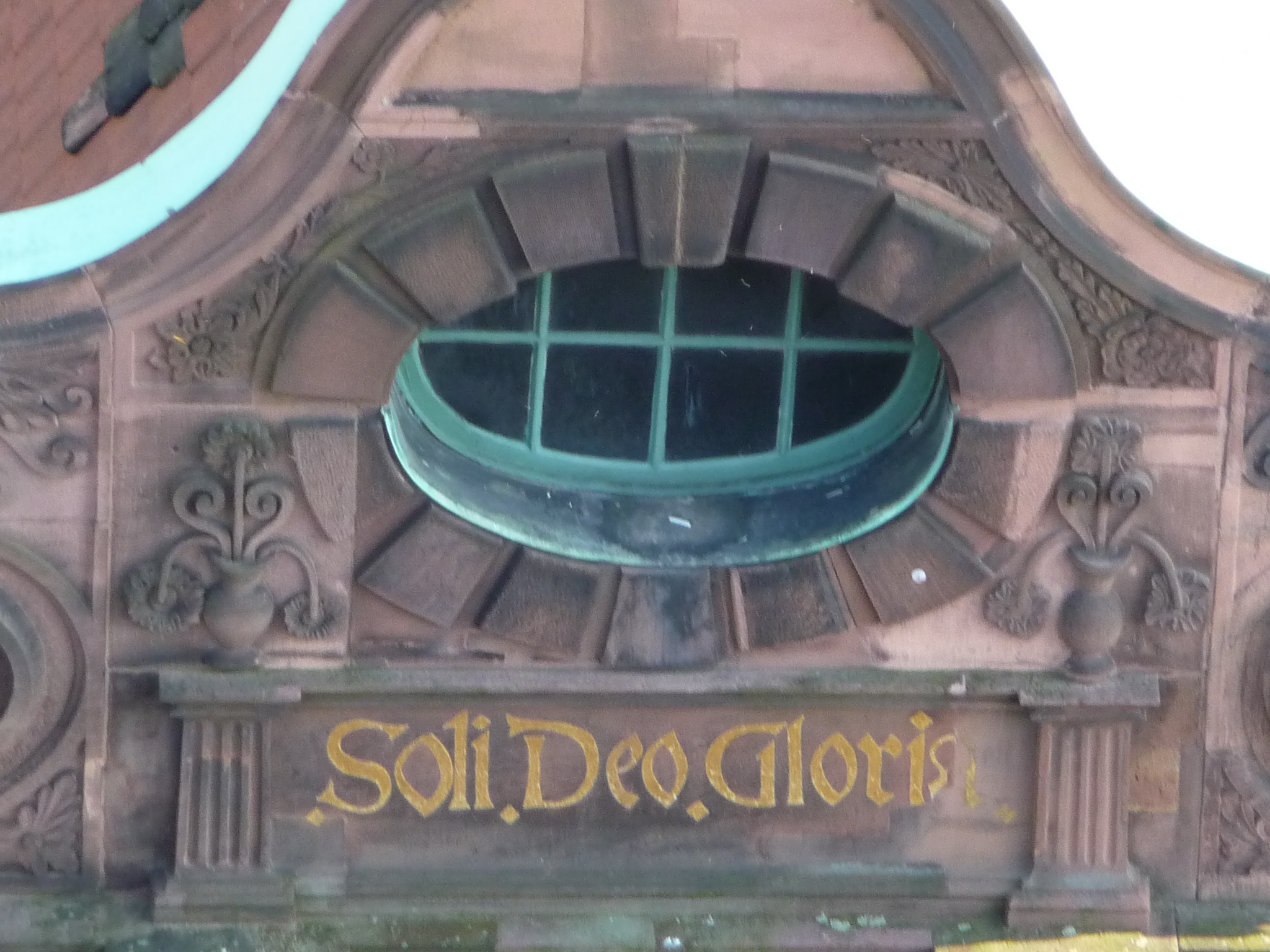
Soli Deo Gloria

Zwei weitere Inschriften, die schon Victor Hugo kannte, lauten:
Si Iehova non aedificet domum, frustra laborant aedificantes eam. (Übersetzung: „Wenn nicht Jehova das Haus erbaut, arbeiten die Bauleute vergeblich daran.“ (Ps 127,1 ))
Ganz oben stehen drei abgehobene Wörter:
Soli. Deo. Gloria. (Übersetzung: „Gott allein [sei] Ehre“)

## Victor Hugo und das Haus zum Ritter

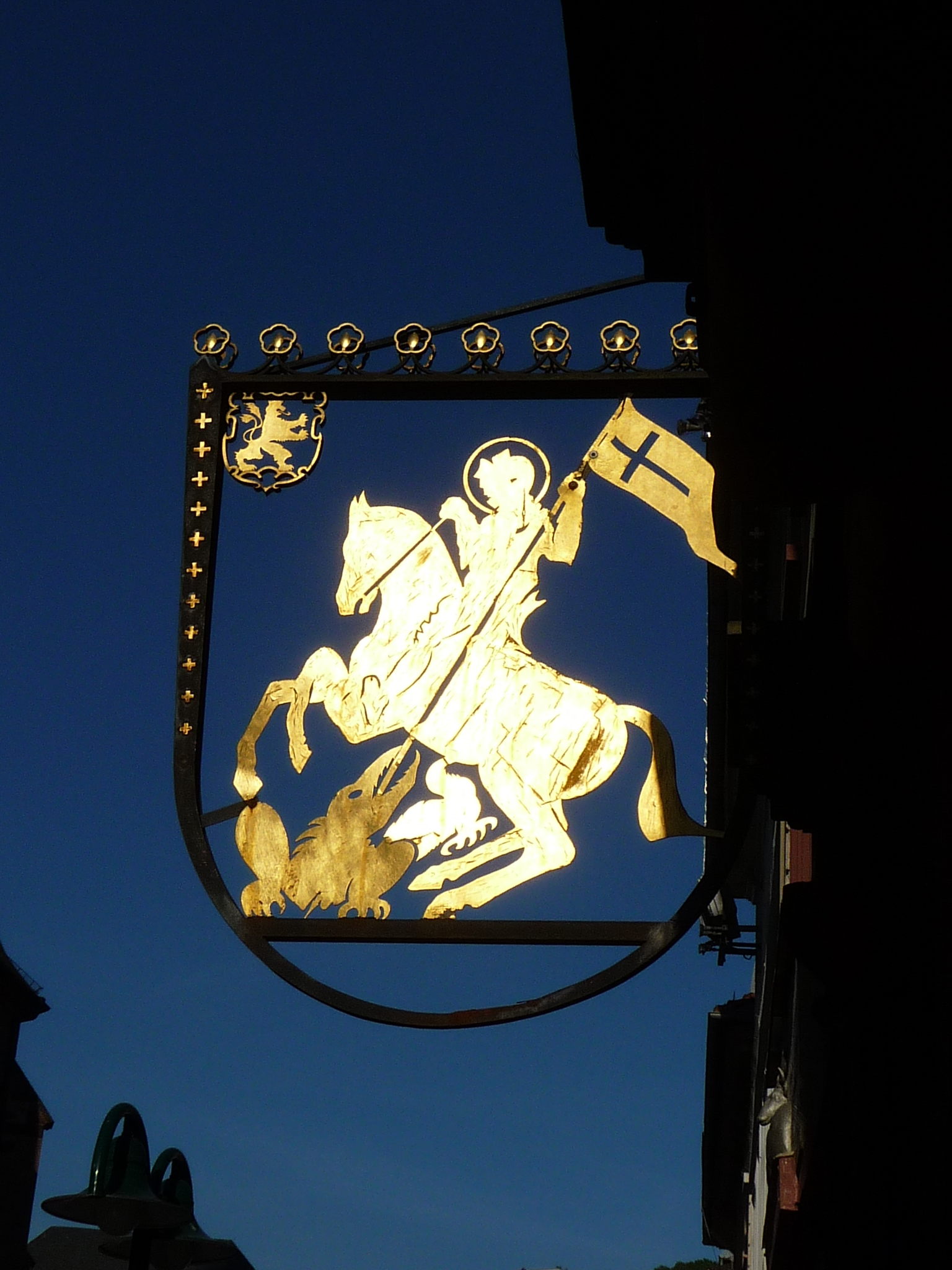
Emblem mit einer Darstellung des Ritters Sankt Georg

Das „Haus zum Ritter Sankt Georg“ beeindruckte den französischen Dichter Victor Hugo bei seinem Aufenthalt in Heidelberg im Jahr 1838 besonders, weil es alle Katastrophen überstanden hatte. Ansonsten besucht Hugo vorzugsweise Ruinen. Aber das Haus zum Ritter, im Jahr 1595 erbaut, war das einzige Gebäude, das den Feuersbrünsten der Jahre 1635, 1689 und 1693, entging:

„Hier in Heidelberg, in dieser Stadt, in diesem Tal, inmitten dieser Ruinen ist das Leben für einen nachdenklichen Menschen reizvoll. Ich fühle, daß ich dieses Land nicht wieder verlassen würde, wenn Sie da wären, lieber Louis, wenn ich all die Meinen hier hätte und wenn der Sommer etwas länger dauern würde.

Morgens gehe ich los und zuerst (verzeihen Sie mir einen äußerst gewagten Ausdruck, der jedoch meinen Gedanken wiedergibt), um meinem Geist ein Frühstück zu gewähren, am Haus zum Ritter Sankt Georg vorbei. Es ist wirklich ein hinreißendes Gebäude. Stellen Sie sich drei Etagen mit schmalen Fenstern vor, die einen dreieckigen Giebel mit breiten, lockenartigen Voluten tragen; über alle drei Etagen springen zur Straßenseite zwei Türmchen mit wunderlich verziertem Dachwerk hervor; und schließlich ist die ganze rote Sandsteinfassade mal neckisch, mal streng behauen, ziseliert, mit dem Meißel bearbeitet und von oben bis unten mit vergoldeten Arabesken, Medaillons und Büsten versehen. Als der Poet, der dieses Haus gebaut hat, mit der Errichtung fertig war, hat er in goldenen Buchstaben in die Mitte der Frontseite folgende Inschrift [anbringen lassen]: 

‚Praestat invicta Venus‘ (Vorrang der unbesiegten Venus).

Das war 1595. Fünfundzwanzig Jahre später, 1620, begann mit der Schlacht am Weißen Berg bei Prag der Dreißigjährige Krieg, der sich bis zum Westfälischen Frieden im Jahre 1648 hinzog. Während dieser langen Ilias, deren Achilles Gustav-Adolf war, wurde Heidelberg viermal belagert, eingenommen, zurückerobert, zweimal beschossen und schließlich 1635 niedergebrannt.
Ein einziges Haus entging dieser Feuersbrunst: das von 1595. Alle anderen, die ohne den Segen des Herrn erbaut worden waren, sind vom Boden bis zum Giebel abgebrannt.

Nach dem Friedensschluß kehrte der Pfalzgraf Karl-Ludwig, den man den Salomon Deutschlands genannt hatte, aus England zurück und begann mit dem Wiederaufbau der Stadt. Auf Salomon folgte Heliogabal, auf den Grafen Karl-Ludwig folgte Graf Karl, dann wurde die pfälzische Linie von Wittelsbach-Simmern von dem Zweig Pfalz-Neuburg abgelöst, und auf den Dreißigjährigen Krieg folgte der Pfälzische Erbfolgekrieg. Und 1689 legte ein Mann, dessen Name heute in Heidelberg als Kinderschreck dient, Generalleutnant Melac, Offizier der Armeen des Königs von Frankreich, die pfälzische Stadt in Schutt und Asche, so daß nur ein Trümmerhaufen übrigblieb.
Ein einziges Haus überstand die Verwüstung: das von 1595.

Erneut begann man den Wiederaufbau von Heidelberg, Vier Jahre später, 1693, kehrten die Franzosen zurück; die Soldaten Ludwigs XIV. schändeten in Speyer die Kaisergräber und in Heidelberg die Grabstätten der Pfalzgrafen.

Der Marschall von Lorges ließ Feuer an die vier Ecken der kur-pfälzischen Residenz legen; die Feuersbrunst war entsetzlich, ganz Heidelberg brannte. Als der Wirbel von Feuer und Qualm, der die Stadt einhüllte, langsam abzog, sah man ein Haus, ein einziges stehendes Haus in diesem Haufen Asche.

Es war erneut, es war wie immer das Haus von 1595.

Heute erhebt sich die karmesinrote, golden damaszierte, stets jungfräuliche, intakte und stolze Fassade, die allein würdig ist, inmitten der Anhäufung von unbedeutenden weißen Häusern, aus denen Heidelberg gegenwärtig besteht, mit dem Schloß in einem Atemzug genannt zu werden, in aller Erhabenheit über die Stadt und läßt ihre triumphierende Inschrift in der Sonne glitzern, so daß ich jeden Morgen, wenn ich dort vorbeikomme, lesen kann, daß Jehova der Erbauer und Jehova der Retter war.“